# Jonathan Freeman
Jonathan Freeman (Cleveland, 5 de fevereiro de 1950) é um ator, dublador, comediante e cantor estadunidense. Conhecido por ter dado a voz ao vilão Jafar na animação da Disney Aladdin (1992) e sua sequência, O Retorno de Jafar (1994). Graduou-se na Universidade de Ohio. 
Em 1994 ele foi nomeado para o Prêmio Tony por Melhor Desempenho por um Ator em Destaque em um Musical por seu papel na peça She Loves Me. 

## Filmografia

### Filmes
- 1987 - Forever, Lulu
- 1988 - Homeboy
- 1990 - A Shock To The System
- 1992 - Aladdin (Jafar - voz)
- 1994 - The Return of Jafar (Jafar - voz)
- 1996 - The Associate
- 1997 - The Ice Storm
- 2001 - Mickey's Magical Christmas: Snowed in at the House of Mouse (Jafar - voz)
- 2002 - Mickey's House of Villains (Jafar - voz)
- 2007 - The Hoax
- 2016 - Life, Animated

1. ↑  «Playbill News: PHOTO CALL: Jonathan Freeman Gets Hung Up at Sardi's». web.archive.org. 10 de fevereiro de 2009. Consultado em 23 de janeiro de 2024